# Henri Van Assche
Henri Van Assche (Bruxelles, 30 agosto 1774 – Bruxelles, 10 aprile 1841) è stato un pittore belga.

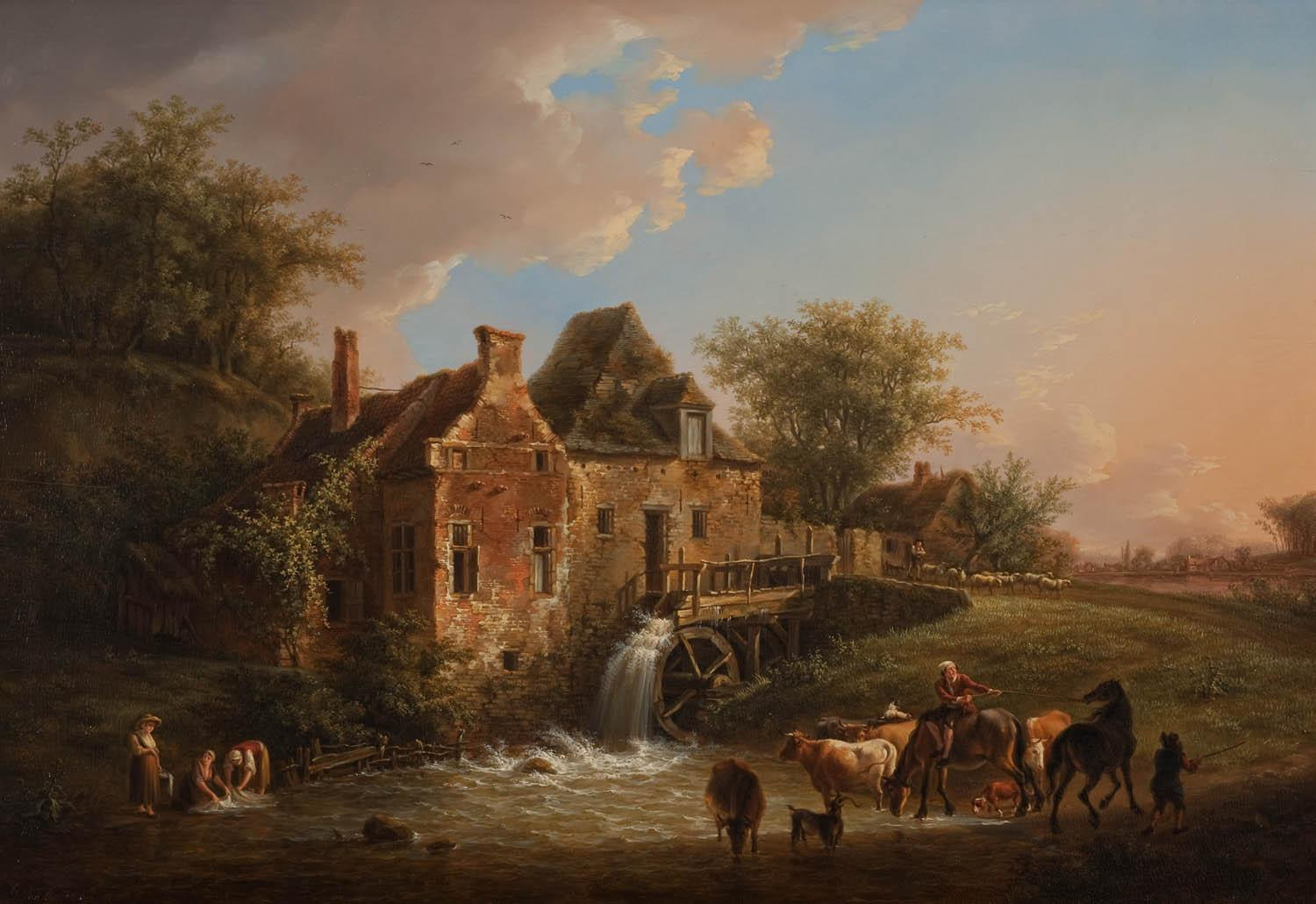
Paesaggio con cascata e fattoria di Henri Van Assche, collezione Rademakers, 1806

Fin dai primi anni di vita dimostrò una predilezione per la pittura; il padre, artista dilettante, lo seguì nella formazione da pittore insegnandogli i princìpi del disegno e della prospettiva. Successivamente divenne allievo di Deroy, dal quale ricevette ulteriori lezioni di pittura. Nei suoi viaggi, l'Italia e la Svizzera furono di grande impatto nello sviluppo del suo orientamento da paesaggista. La sua grande predilezione per la rappresentazione di cascate, ruscelli di montagna e mulini gli valse il nome di "Il pittore delle cascate". Diversi suoi quadri si possono trovare in collezioni pubbliche e private di Bruxelles, Gand, Lille e Haarlem, alcune delle quali sono arricchite con figure e animali di Balthasar Paul Ommeganck. Uno dei suoi quadri, Paesaggio con figure, è tenuto in custodia presso le gallerie di Palazzo d'Orleans, a Palermo.
Morì a Bruxelles il 10 aprile 1841.